# Rhozale
Rhozale é um gênero de traça pertencente à família Agonoxenidae.